# Riley O’Neill
Riley O’Neill (* 9. September 1985 in Vancouver) ist ein kanadischer Fußballspieler.

## Karriere
Riley O’Neill begann an der Timberline High School mit dem Fußballspielen. Im Jahr 2003 wechselte er an die University of Kentucky. Nach seiner Collegezeit wurde er von den Vancouver Whitecaps an 10. Stelle im College Draft der USL-1 und an 36. Stelle von den Colorado Rapids im MLS Supplemental Draft 2007 ausgewählt. Die Colorado Rapids traten später ihre Rechte an den Toronto FC ab, O’Neill spielte aber bislang für keines der nordamerikanischen Teams.
2007 kam er nach Deutschland um ein Probetraining beim FC St. Pauli zu absolvieren. Dort wurde er aber nicht weiter verpflichtet so, dass er sich dem SV Wilhelmshaven anschloss. Nach eineinhalb Jahren in der Jadestadt wechselte er zum Drittligisten Eintracht Braunschweig. Dort konnte er sich aber nicht durchsetzen, sodass er nach Wilhelmshaven zurückkehrte.
Zu Beginn der Saison 2011 wechselte er zu Myllykosken Pallo -47.
Im April 2013 wechselte O’Neill zum Victoria Highlanders FC.
Im Jahr 2005 nahm er mit der kanadischen U-20-Auswahl an der Junioren-Weltmeisterschaft in den Niederlanden teil und kam bei deren Vorrundenaus zu zwei Einsätzen.